# تپه زیرده کاغه
تپه زیرده کاغه مربوط به دوره سلجوقیان - دوره ایلخانی است و در شهرستان دورود، بخش سیلاخور، دهستان سیلاخور، ضلع جنوبی روستای کاغه واقع شده و این اثر در تاریخ ۲۳ بهمن ۱۳۸۵ با شمارهٔ ثبت ۱۷۱۵۳ به‌عنوان یکی از آثار ملی ایران به ثبت رسیده است.